# Зезиньо
Жозе Луис дус Сантус Пинту (порт. José Luis dos Santos Pinto; 14 марта 1992, Уругуаяна, Бразилия), более известный как просто Зезиньо (порт. Zezinho) — бразильский футболист, играющий на позиции полузащитника, выступающий на правах аренды за клуб «Парана».

## Карьера

### «Жувентуде»
Зезиньо начал свою футбольную карьеру в клубе «Жувентуде» и был повышен до игры в основной команде в 2008 году. 3 июня 2009 года он дебютировал в первой команде в домашнем поединке с «Параной» со счетом 1: 0, став второй заменой команды в той игре, заменив Эдимара. Две недели спустя, Зезиньо впервые был удален в своей профессиональной карьере, во время игры против «Брагантино». 5 августа он забил свой первый гол за «Жувентуде», в матче против «Португезы». Затем, Зезиньо забил в матче с «Форталезой», сделав счет 2:0. В дебютном сезоне Зезиньо забил 2 гола и сыграл 21 игру в Серии B.